# Sophie Krauel
Sophie Krauel (* 2. März 1985 in Jena) ist eine deutsche Weitspringerin.
Krauel wurde bei den Juniorenweltmeisterschaften 2002 in Kingston Vierte. Bei den Junioreneuropameisterschaften 2003 in Tampere gewann sie zweimal Gold, im Weitsprung und im 100-Meter-Hürdenlauf. 2004 wurde Krauel Deutsche Hallenmeisterin und nahm an den Hallenweltmeisterschaften in Budapest teil. In der Freiluftsaison wurde sie in Grosseto Vizejuniorenweltmeisterin. Wegen einer Schienbeinverletzung konnte sie von 2005 bis 2007 keine Wettkämpfe bestreiten. 2008 wurde Krauel erstmals auch im Freien Deutsche Meisterin und konnte den Titel ein Jahr später in Ulm verteidigen, als sie ihre persönliche Bestweite auf 6,70 Meter steigerte.
Sophie Krauel startete für den TuS Jena und den LC Jena.